# Calumma gallus
Calumma gallus este o specie de cameleoni din genul Calumma, familia Chamaeleonidae, descrisă de Günther 1877. A fost clasificată de IUCN ca specie în pericol. Conform Catalogue of Life specia Calumma gallus nu are subspecii cunoscute.